# Katie Britt
Katie Elizabeth Britt, nata Boyd (Enterprise, 2 febbraio 1982), è una politica, imprenditrice e avvocato statunitense, senatrice per lo stato dell'Alabama dal 2023.

## Biografia
Katie Elizabeth Britt è nata ad Enterprise il 2 febbraio 1982, da Julian e Debra Boyd. È cresciuta a Fort Rucker, dove ha lavorato nella piccola impresa della sua famiglia durante la sua giovinezza. Si è laureata in scienze politiche all'Università dell'Alabama.
Dopo la laurea, nel 2004, è entrata nello staff del senatore degli Stati Uniti Richard Shelby. In seguito è stata promossa a segretaria stampa e ha prestato servizio fino al 2007. Dopo aver lasciato lo staff di Shelby, ha lavorato come assistente per Robert Witt, presidente dell'Università dell'Alabama. Successivamente, ha lavorato presso la Johnston Barton Proctor & Rose LLP a Birmingham. Nel novembre del 2015 è tornata a far parte dello staff di Richard Shelby.
Nel 2016 è stata nominata capo dello staff. Nel dicembre del 2018 è stata selezionata come presidente e CEO del Business Council of Alabama, diventando così la prima donna a guidare questa organizzazione. Nell'aprile del 2021, Britt è stata eletta nel consiglio di amministrazione dell'Alabama Wildlife Federation, per poi dimettersi il giugno dello stesso anno.
L'8 giugno 2021 ha annunciato la sua candidatura alle primarie repubblicane per le elezioni del Senato degli Stati Uniti del 2022 in Alabama. La sua candidatura, è stata sostenuta dall'ex presidente Donald Trump. Britt ha sconfitto Mo Brooks al ballottaggio del 21 giugno 2022, con il 63% dei voti. Inoltre, ha sconfitto il democratico Will Boyd alle elezioni, diventando così la prima donna eletta senatrice dell'Alabama.

## Vita privata
Katie Britt è sposata con Wesley Britt, un ex giocatore di football americano. La coppia vive a Montgomery e ha due figli.